# Scotophilus

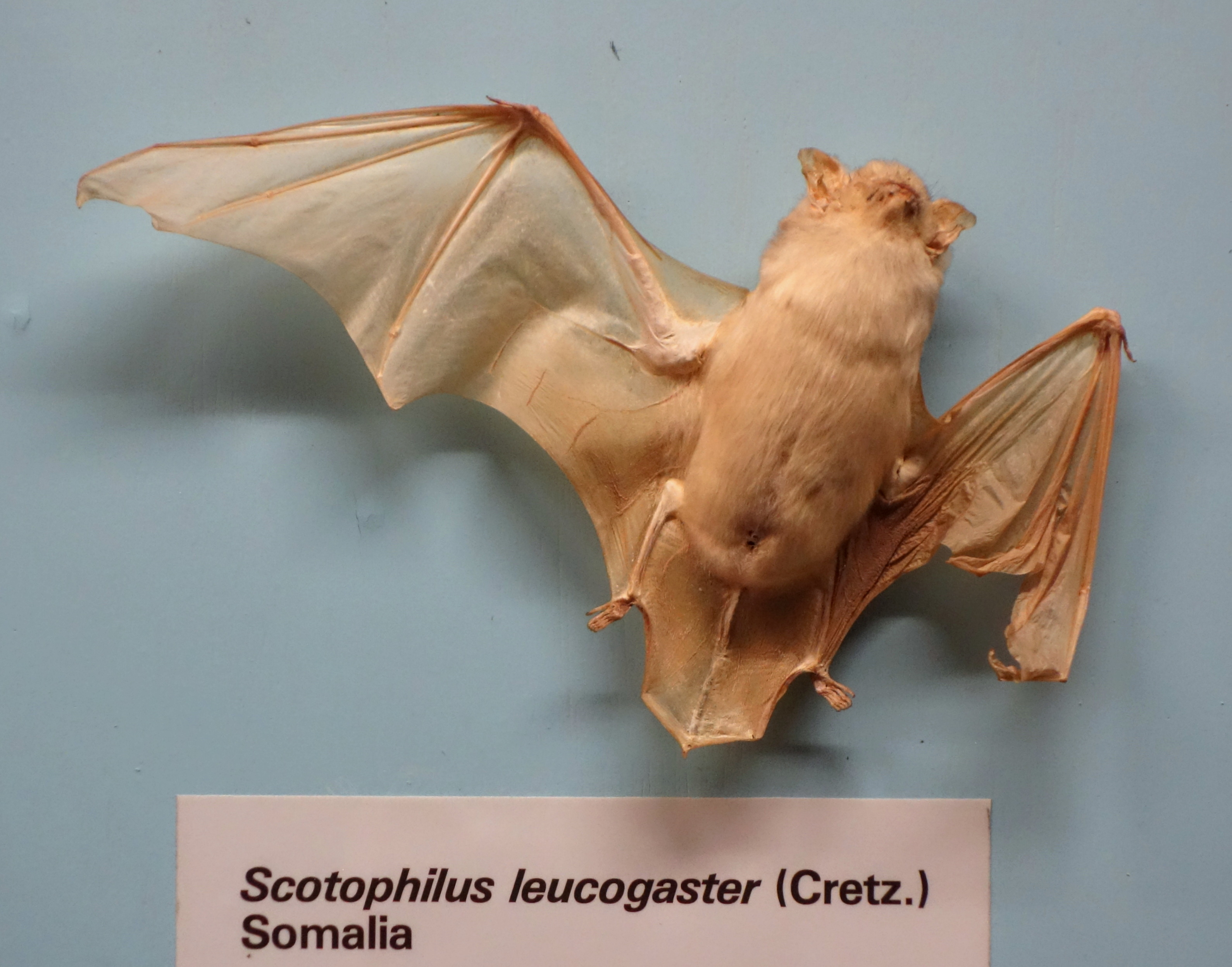
Scotophilus leucogaster

Scotophilus és un gènere de ratpenats de la família dels vespertiliònids.

## Distribució geogràfica
Es troben a tota l'Àfrica subsahariana, la Reunió, Madagascar, àrees del sud i de sud-est asiàtic i les illes de la zona indomalaia.

## Taxonomia
- Scotophilus andrewreborii
- Scotophilus borbonicus (E. Geoffroy, 1803)
- Ratpenat groc de Sulawesi (Scotophilus celebensis) (Sody, 1928)
- Scotophilus collinus (Sody, 1936)
- Ratpenat groc de Dingan (Scotophilus dinganii) (A. Smith, 1833)
- Scotophilus ejetai
- Ratpenat groc de Heath (Scotophilus heathii) (Horsfield, 1831)
- S. heathii heathii (Horsfield, 1831)
- S. heathii insularis (Allen, 1906)
- S. heathii watkinsi (Sanborn, 1952)
- Ratpenat groc de Kuhl (Scotophilus kuhlii) (Leach, 1821)
- Ratpenat groc de panxa blanca (Scotophilus leucogaster) (Cretzschmar, 1830)
- Scotophilus livingstonii
- Scotophilus marovaza (Goodman et al., 2006)[5]
- Scotophilus nigrita (Schreber, 1774)
- Ratpenat groc de Ghana (Scotophilus nucella) (Robbins, 1973)
- Ratpenat groc de Sierra Leone (Scotophilus nux) (Thomas, 1904)
- Ratpenat groc de Madagascar (Scotophilus robustus) (Milne-Edwards, 1881)
- Scotophilus tandrefana (Goodman et al., 2005)
- Scotophilus trujilloi
- Scotophilus viridis (Peters, 1852)

## Estat de conservació
Scotophilus borbonicus, Scotophilus celebensis, Scotophilus collinus, Scotophilus dinganii, Scotophilus heathii, Scotophilus kuhlii, Scotophilus leucogaster, Scotophilus marovaza, Scotophilus nigrita, Scotophilus nucella, Scotophilus nux, Scotophilus robustus, Scotophilus tandrefana i Scotophilus viridis en són les úniques espècies que apareixen a la Llista Vermella de la UICN.